# Amphoe Bang Sai (1413)
Amphoe Bang Sai (Thai: อำเภอ บางซ้าย, Aussprache: ʔāmpʰɤ̄ː bāːŋ sáːj) ist ein Landkreis (Amphoe – Verwaltungs-Distrikt) im westlichen Teil der Provinz Ayutthaya („Provinz Phra Nakhon Si Ayutthaya“). Die Provinz Ayutthaya liegt in der Zentralregion von Thailand.
Es gibt einen weiteren Landkreis Bang Sai in der Provinz Ayutthaya, dessen Name zwar in der gleichen Schreibweise romanisiert ist, jedoch ist die thailändische Schreibweise unterschiedlich (บางไทร).

## Geographie
Benachbarte Landkreise (von Norden im Uhrzeigersinn): Phak Hai, Sena und Lat Bua Luang der Provinz Ayutthaya sowie Amphoe Bang Pla Ma der Provinz Suphan Buri.

## Geschichte
Amphoe Bang Sai wurde 1948 zunächst als „Zweigkreis“ (King Amphoe) eingerichtet, indem er vom Amphoe Sena abgetrennt wurde.
1959 bekam er den vollen Amphoe-Status.

## Verwaltung

### Provinzverwaltung
Der Landkreis Bang Sai ist in sechs Tambon („Unterbezirke“ oder „Gemeinden“) eingeteilt, die sich weiter in 53 Muban („Dörfer“) unterteilen.
| Nr. | Name            | Thai    | Muban | Einw. |
| --- | --------------- | ------- | ----- | ----- |
| 1.  | Bang Sai        | บางซ้าย  | 08    | 3.436 |
| 2.  | Kaeo Fa         | แก้วฟ้า   | 07    | 2.474 |
| 3.  | Tao Lao         | เต่าเล่า  | 10    | 2.857 |
| 4.  | Plai Klat       | ปลายกลัด | 12    | 4.624 |
| 5.  | Thepphamongkhon | เทพมงคล | 08    | 3.811 |
| 6.  | Wang Phatthana  | วังพัฒนา  | 08    | 2.299 |

### Lokalverwaltung
Es gibt eine Kommune mit „Kleinstadt“-Status (Thesaban Tambon) im Landkreis:
- Bang Sai (Thai: เทศบาลตำบลบางซ้าย) bestehend aus den Teilen der Tambon Bang Sai, Kaeo Fa, Tao Lao.

Außerdem gibt es vier „Tambon-Verwaltungsorganisationen“ (องค์การบริหารส่วนตำบล – Tambon Administrative Organizations, TAO)
- Bang Sai (Thai: องค์การบริหารส่วนตำบลบางซ้าย) bestehend aus den Teilen der Tambon Bang Sai, Kaeo Fa.
- Plai Klat (Thai: องค์การบริหารส่วนตำบลปลายกลัด) bestehend aus dem kompletten Tambon Plai Klat und Teilen des Tambon Tao Lao.
- Thepphamongkhon (Thai: องค์การบริหารส่วนตำบลเทพมงคล) bestehend aus dem kompletten Tambon Thepphamongkhon.
- Wang Phatthana (Thai: องค์การบริหารส่วนตำบลวังพัฒนา) bestehend aus dem kompletten Tambon Wang Phatthana.